# 三宅彰 (作家)
三宅 彰（みやけ あきら、1956年7月27日 -）は、日本の推理作家。

## 経歴
長野県上田市生まれ。
明治大学法学部を卒業して、上田市役所に入職し、25歳のときに、労働組合の機関紙に執筆を依頼されたのを契機として小説を書くようになり、公務員としての勤務のかたわらミステリー作品の執筆活動を行う。
上田市教育委員会に勤務していた1997年に、『風よ、撃て』が、第14回サントリーミステリー大賞を受賞し、これを原作としたテレビ・ドラマも放映された。これより前、1993年の第6回日本推理サスペンス大賞では「猟犬の日」が最終候補作品5篇に残ったが、受賞したのは天童荒太の「孤独の歌声」であった。また、1994年の第40回江戸川乱歩賞では、別名儀の平尾彰として応募した「白き煉獄」が候補作5編に残ったが、受賞したのは中嶋博行の「検察捜査」であった。

## おもな著書
- 風よ、撃て、文芸春秋、1997年
- 殺意、角川書店、2000年
- 猟犬の日、幻冬舎、2007年
- レッド・クロス、幻冬舎（幻冬舎文庫）、2011年
- 猟犬の歌、幻冬舎（幻冬舎文庫）、2014